# We Came as Romans
We Came as Romans är ett amerikanskt post-hardcoreband från Troy i Michigan, som bildades 2005. Bandet har släppt två EP och ett fullängdsalbum. Deras debutalbum To Plant a Seed släpptes den 3 november 2009. We Came as Romans har turnerat i USA med band som The Chariot och har arbetat med Tyler ”Telle” Smith, sedan tidigare i banden Greeley Estates and In Fear and Faith, och den nuvarande sångaren i The Word Alive. I april 2009 skrev de kontrakt med Equal Vision Records. 

## Medlemmar
- David Stephens - screamed vocals (sedan 2005)
- Kyle Pavone – sång, keyboard, synthesizer, piano, programmering (sedan 2008 - 2018)
- Andrew Glass – bas, bakgrundssångare (sedan 2006)
- Joshua Moore – lead-gitarr (sedan 2006)
- Brian ”Lou” Cotton – rytmisk gitarr (sedan 2006)
- Eric Choi – trummor, percussion (sedan 2006)